# جورج تي باي
جورج تي باي (بالإنجليزية: George T. Bye)‏ هو وكيل أدبي أمريكي، ولد في 21 أكتوبر 1887 في كانساس سيتي في الولايات المتحدة، وتوفي في 24 نوفمبر 1957 في نيو كانان في الولايات المتحدة بسبب سرطان.